# Manot
Manot é uma comuna francesa na região administrativa da Nova Aquitânia, no departamento de Charente. Estende-se por uma área de 20,34 km². Em 2010 a comuna tinha 551 habitantes (densidade: 27,1 hab./km²).